# 송덕기
송덕기(宋德基, 1893년~1987년)는 대한민국의 무술가이다. 서울특별시 종로구 출생. 국가무형문화재 제76호인 택견의 기능보유자로 인정 받았다. 박종관이 정리한 서림문화사에서 출판한 "한국고유무술 택견(전통무술 택견)"의 송덕기가 쓴 머릿말에 의하면 송덕기는 12세 때부터 필운동에 살던 임호라는 택견의 명인에게 택견을 배우기 시작했다. 일제강점기에 일본의 탄압으로 택견을 하지 못하게 되어 해방 후 임창수, 신승이 택견을 복원하고자 했을 때 택견 전수자는 송덕기만 유일하게 남았다.

## 저서
- 《한국고유무술 택견》(1988년)

## 같이 보기
- 택견
- 한국 무술
- 무형문화유산 목록